# ژاپن در جنگ جهانی اول

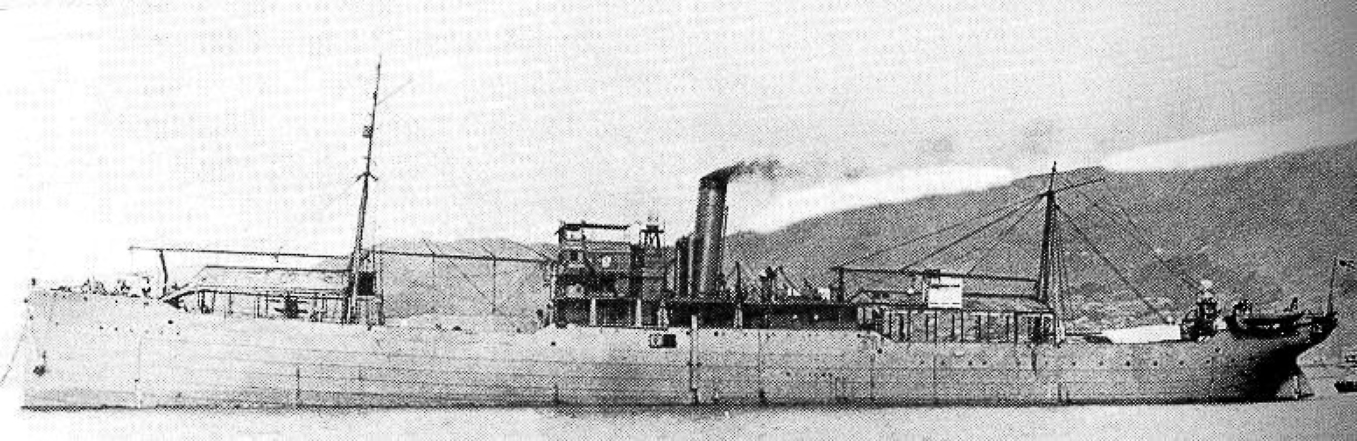
واکامیا، نخستین ناو هواپیمابر ژاپن

ژاپن از سال ۱۹۱۴ تا ۱۹۱۷ در جنگ جهانی اول شرکت داشت. این کشور به نیروهای اتفاق سه‌گانه که شامل بریتانیا، فرانسه و روسیه می‌شد، پیوست و نقشی اساسی در تأمین امنیت خطوط دریایی اقیانوس آرام و اقیانوس هند، در برابر نیروی دریایی آلمان داشت. از لحاظ سیاسی، این فرصتی بود برای ژاپن تا قلمرو نفوذ خود را در چین گسترش داده و در جغرافیای سیاسی بعد از جنگ به منزله یک قدرت بزرگ به رسمیت شناخته شود.
در ۷ اوت ۱۹۱۴، ژاپن از دولت بریتانیا درخواستی رسمی دریافت کرد که برای انهدام نیروی دریایی مهاجم آلمان در آب‌های چین و اطراف آن وارد عمل شود. در روز ۱۴ اوت، ژاپن اولتیماتومی برای آلمان فرستاد که بی‌پاسخ ماند. ژاپن در ۲۳ اوت سال ۱۹۱۴ به‌طور رسمی به امپراتوری آلمان اعلام جنگ داد. ایالات متحده آمریکا نیز در ۶ آوریل ۱۹۱۷ وارد جنگ جهانی اول شد. آمریکا و ژاپن با وجود روابط تیره‌ای که بر سر چین و کنترل اقیانوس آرام داشتند، در این جنگ در یک جبهه قرار گرفتند.